# Birgit Wärnke
Birgit Wärnke (* 1978 in Brandenburg an der Havel) ist eine deutsche Autorin, Reporterin, Regisseurin, Journalistin und Dokumentarfilmerin.

## Leben
Wärnke wuchs in der Gemeinde Groß Kreutz, im Land Brandenburg, auf. Sie lebt seit 1998 in Hamburg. An der Universität Hamburg und am Trinity College in Dublin studierte Wärnke Politische Wissenschaft und Journalistik.

## Fernsehen
Im Anschluss an ein Volontariat beim Norddeutschen Rundfunk arbeitete sie zunächst für die Wirtschaftsredaktion des NDR sowie für die Sender ZDFneo und Deutsche Welle. Im Jahr 2008 war sie mit dem Internationalen Journalistenprogramm Marion Gräfin Dönhoff in Sankt Petersburg. Seit 2010 arbeitete Wärnke bei Panorama - die Reporter (NDR), für das politische Magazin Panorama (ARD) und für die Kultur und Dokumentation (NDR/ARD). Ihr Schwerpunkt sind politische, hintergründige, gesellschaftskritische Reportagen und Dokumentationen. Sie hat sich unter anderem mit den unterschiedlichen Lebenswelten in Ost- und Westdeutschland beschäftigt, z. B. mit dem Erstarken der Rechten vor allem in den neuen Bundesländern. Zusammen mit dem TT-Moderator Ingo Zamperoni widmete sich Wärnke seit 2020 in drei Dokumentationen verstärkt der US-Politik und dem Phänomen Donald Trump. 2024 hat Wärnke mit ihrem Geschäftspartner David Hohndorf ihre eigene Filmproduktionsfirma offen&kundig gegründet. 

## Auszeichnungen
- 2021: RIAS Medienpreis (Grand Prize) für Trump, meine amerikanische Familie und ich mit Ingo Zamperoni[2][3]
- 2019: Robert-Geisendörfer-Preis für Panorama – die Reporter: Zurück im Osten[4][5]
- 2018: Nominierung Deutscher Fernsehpreis für Panorama – Die Show: Früher war alles besser – Ein Abend mit Michel Abdollahi (als Team)[6]
- 2017: Nominierung 53. Grimme-Preis für Panorama - die Show: Die Angst der Deutschen (als Team)[7][8]
- 2014: Medienpreis der deutschen Kinder- und Jugendärzte für die Reportage Lehrer am Limit zusammen mit Anja Reschke[9][10]

## Filme (Auswahl)
- 2024: Wirklich nochmal Trump, Amerika? ARD, 60 Min, Autorin, Regisseurin, 2. Kamera; Ingo Zamperoni: Reporter, Autor
- 2023: Der Bruch. Sahra Wagenknecht und Die Linke. ARD, Story im Ersten, 45 Min, Autorin, Reporterin, Regisseurin[11]
- 2022: Trump, Biden, meine US-Familie und ich. ARD, 45 Min, Autorin, Regisseurin, 2. Kamera; Ingo Zamperoni: Reporter, Autor[12]
- 2021: 60 Jahre Panorama. Noch lange nicht genug. ARD, 30 Min, Autorin, Regisseurin; Co-Autorinnen: Katharina Schiele, Anja Reschke; Moderation: Anja Reschke[13]
- 2020: Rechts und Radikal. Warum gerade im Osten? ARD, Story im Ersten, 45 Min, Autorin, Reporterin, Regisseurin, Co-Autor: Julian Feldmann[14]
- 2020: Trump, meine amerikanische Familie und ich. ARD, 45 Min, Autorin, Regisseurin, 2. Kamera; Ingo Zamperoni: Reporter, Autor[3]
- 2020: Der Traum vom Umsturz – Neonazis und die Wende. NDR, Panorama – die Reporter, 2020, 30 Min, Autorin, Reporterin, Regisseurin, Co-Autor: Julian Feldmann[15]
- 2019: Einheitsland – oder doch nicht? NDR, 45 Min, Autorin, Reporterin, Regisseurin[16]
- 2018: Football Leaks – Von Gier, Lügen und geheimen Deals. ARD, 60 Min, Autorin, Regisseurin, Co-Autoren: N. Seidel, H. Park, K. Kampling, H. Maaßen[17][18]
- 2018: Jung und Kriminell – was dann? NDR, 45 Min, Autorin, Regisseurin, 2. Kamera[19]
- 2018: Zurück im Osten - Was ist in meiner Heimat los? NDR/ARD, Panorama – die Reporter, 30 Min, Autorin, Reporterin, Regisseurin[5]
- 2017: Segelschiff statt Jugendknast – Letzte Chance an Bord. NDR, 30 Min, Autorin, Regisseurin, 2. Kamera[19]
- 2017: Panorama – die Show: Früher war alles besser – Ein Abend mit Michel Abdollahi. NDR, 60 Min, Redaktion, Regie[20]
- 2017: Die Trolle. NDR, Panorama – die Reporter, 30 Min, Autorin, Regisseurin, Kamera; Co-Autoren: David Hohndorf, Sabine Puls, Andrej Reisin[21]
- 2016: Panorama - die Show: Die Angst der Deutschen - Ein Abend mit Michel Abdollahi. NDR, 75 Min, Autorin mit anderen Co-Autor[8]
- 2016: Die Brandnacht von Lübeck (18. Januar 1996). NDR, Panorama – die Reporter, 30 Min, Autorin, Regisseurin, Kamera, Co-Autor: Lukas Augustin[22]
- 2015: Das Schweigen der Männer: Die katholische Kirche und der Kindesmissbrauch. ARD, 45 Min, Autorin, Regisseurin, Co-Autor: Sebastian Bellwinkel[23]
- 2014: Zeugnis einer Zwangsheirat. NDR, Panorama – die Reporter, 30 Min, Autorin, Regisseurin, Kamera, mit Esra Özer: Reporterin, Autorin[24]
- 2014: Wir Drogenkinder. NDR, Panorama – die Reporter, 30 Min, Autorin, Regisseurin, Kamera, mit Christian von Brockhausen[25][26]
- 2013: Lehrer am Limit. NDR/ARD, Panorama, 30 Min, Autorin, Regisseurin, Kamera, mit Anja Reschke: Reporterin, Autorin[10]
- 2012: Das große Schunkeln – die dunkle Seite der Volksmusik. NDR, 45 Min, Autorin, Regisseurin, Kamera, mit Lutz Ackermann, Christian von Brockhausen[27]
- 2011: Die Akte Tengelmann. NDR, Panorama – die Reporter, 30 Min, Autorin, Co-Autoren: Christian Deker, Sabine Puls, Reporter: Christoph Lütgert[28]